# Borstahusens BK
Der Borstahusens Bollklubb ist ein schwedischer Fußballverein aus Borstahusen. Unter dem Namen IK Atleten trat er Ende der 1960er Jahre eine Spielzeit in der zweithöchsten schwedischen Spielklasse an.

## Geschichte
Im Januar 1922 gründete sich der Ringerverein Brottarklubben Atleten, der später auch Fußball in sein Programm aufnahm. Ende des Jahrzehnts entstand zudem mit dem Borstahusens BK eine erste reine Fußballmannschaft in dem Ort, später zudem der Borstahusens IF. Aus dem mittlerweile eingeschlafenen Fußballmannschaften gründete sich 1942 der Borstahusens Bollklubb, der sich im Januar 1943 sowohl beim Riksidrottsförbundet als auch dem Svenska Fotbollförbundet offiziell registrierte. 1947 schlossen sich schließlich die beiden Vereine zum IK Atleten zusammen, sechs Jahre später löste sich die Ringerabteilung auf.
Hatte der Klub bis dato lediglich im unterklassigen Bereich der schwedischen Ligapyramide gespielt, stieg er am Ende der Spielzeit 1962 erstmals in die dritthöchste Spielklasse auf. Dort war die Mannschaft chancenlos und stieg am Ende der Saison mit sechs Punkten Rückstand auf die Nicht-Abstiegsplätze gemeinsam mit BK Drott und IF Allians wieder ab. Hinter Klippans BoIF respektive Lunds BK verpasste die Mannschaft in den folgenden Spielzeiten jeweils als Tabellenzweiter den Wiederaufstieg, der 1966 als Staffelsieger gelang. Acht Punkte hinter Staffelsieger Åstorps IF beendete der Verein seine erste Spielzeit auf dem höheren Spielniveau als Tabellenfünfter, um im folgenden Jahr vor Limhamns IF und Gunnarstorps IF den Durchmarsch in die Zweitklassigkeit zu erreichen.
In der zweiten Liga verpasste der Verein lediglich aufgrund der schlechteren Tordifferenz gegenüber Ifö/Bromölla IF den Klassenerhalt und stieg gemeinsam mit Blomstermåla IK und Sölvesborgs GoIF wieder ab. Nach dem Abstieg wechselte der Verein seinen Namen und benannte sich in Borstahusens Bollklubb um. Zunächst im mittleren Tabellenbereich platziert wiederholte der Verein 1974 den Staffelsieg. Hinter IFK Hässleholm und Jönköpings Södra IF verpasste er in der Aufstiegsrunde die Rückkehr in die Zweitklassigkeit. In der folgenden Spielzeit bedeutete die schlechtere Tordifferenz gegenüber Råå IF nur die Vizemeisterschaft, 1976 folgte der Absturz in die Viertklassigkeit. Am Ende der Spielzeit 1980 kehrte der Klub ins dritte Spielniveau zurück, wo er sich bis 1984 hielt. Zwei Jahre später wurde er Opfer einer Ligareform und in die fünfte Spielklasse zurückgestuft. Damit verabschiedete sich der Verein vom höherklassigen Fußball.
2023 stieg der Klub als Tabellenletzter der Division 3 Södra Götaland mit nur drei Punkten und ohne Sieg in die sechstklassige Division 4 ab.